# Bloedend Hart (band)
Bloedend hart is een Belgische muziekgroep uit Heuvelland in West-Vlaanderen. De groep speelt sinds 1987 met wisselend succes in België en Nederland. De groep bestaat uit zangers Joost Denuwelaere, Frank Verdru en pianist Chris Duprel. Ze brengen Nederlandstalige liedjes.
Het eerste optreden dateert van 29 mei 1987. In 1990 behaalde men de finale van het festival Humorologie. In 1991 won de groep Westtalent. Een eerste televisieoptreden volgde in 1991, in De Zevende Dag. Dat jaar werd ook een eerste album Bloedend Hart uitgebracht onder het label Lipstick Notes. In 1992 trad Bloedend Hart op op het Leids cabaretfestival. Dat jaar trad men ook op tijdens de Gentse Feesten. 
Na 62 optredens in 1992 zette Chris Duprel even een stap opzij, en werd een tijd vervangen door Johan Sabbe. Het jaar erop toerde de band door Nederland. In 1994 verschenen ze onder meer op het Labadoux festival, en waren ze te zien op de Duitse televisiezender ZDF. In 1995 verscheen een tweede album De laatste minnaars op het Witlof Music Records label, onder productie van Guido Belcanto. Van 1996 tot 1999 nam de groep een pauze. In 1999 hervatte de groep zijn activiteiten. In 2005 trad men onder meer op op Folk Dranouter. Het album Scheerschuim verscheen in eigen beheer in 2008. In 2011 volgde hun vierde album, De Stille Trom.
Na opnieuw een pauze is de groep sinds eind 2018 weer kleinschalig op tour met een winterprogramma, met twee nieuwe muzikanten: Mattie Archie als gitarist en pianist Dieter Cailliau. De liedjes hiervan werden uitgebracht op een vijfde cd, Bloedend Hart overwintert.

## Discografie
- Bloedend Hart (1992)
- De Laatste Minnaars (1995)
- Scheerschuim (2008)
- De Stille Trom (2011)
- Bloedend Hart overwintert (2018)